# Solidus (chimica)

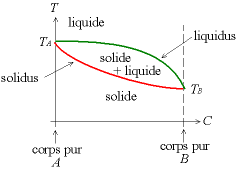
In rosso viene evidenziata la curva del solidus in un diagramma di fase binario. Da notare come, analogamente, viene definita la curva del liquidus (in verde).

Il solidus è il luogo geometrico in un diagramma di fase che rappresenta il confine tra lo stato solido e quello liquido. È importante notare che alla temperatura del solidus il materiale non si presenta totalmente allo stato fuso, ma esiste una condizione di equilibrio con coesistenza di solido più liquido. Il concetto trova proficua applicazione in campi quali lo studio delle rocce, dei minerali, delle leghe metalliche e dei materiali ceramici. 
Riguardo a una roccia, il solidus è la temperatura alla quale in essa inizia a fondere il minerale a più bassa temperatura di fusione. Nelle rocce ricche in silice (SiO2), di solito questo è il quarzo. Se invece si parte da un magma in via di raffreddamento, il solidus è la temperatura alla quale l'ultima goccia di liquido cristallizza. In questo secondo caso il solidus è la temperatura alla quale un magma diventa completamente solido. Giungendo in prossimità di questa temperatura, il magma cessa di salire perché esaurisce la sua spinta ascensionale, dovuta alla differenza di densità tra roccia fusa, più leggera, e roccia solida circostante, più pesante.
La temperatura del solidus dipende dalla composizione chimica del magma e dalla pressione idrostatica dovuta alla profondità in cui si trova. Per un magma granitico saturo d'acqua, dalla base della crosta fino alla profondità di circa 15 km il solidus si mantiene intorno ai 650 °C, per poi aumentare dapprima lentamente e poi in modo via via più rapido fino agli 850 °C in prossimità della superficie. In un magma basaltico privo d’acqua il solidus ha un comportamento opposto, diminuendo in modo costante dai 1200 °C circa del mantello superiore, luogo in cui si forma, ai circa 1000 °C della superficie.